# Elytraria
Genre
Elytraria Michx. est un genre de plantes à fleurs de la famille des Acanthaceae.

## Liste d'espèces
Selon Catalogue of Life (7 janvier 2018) :
- Elytraria acaulis (L. fil.) Lindau
- Elytraria bissei H. Dietrich
- Elytraria bromoides Oerst.
- Elytraria caroliniensis (J.F.Gmel.) Pers.
- Elytraria cubana Alain
- Elytraria filicaulis A. Borhidi & O. Muniz
- Elytraria imbricata (Vahl) Pers.
- Elytraria ivorensis Dokosi
- Elytraria klugii Leonard
- Elytraria macrophylla Leonard
- Elytraria madagascariensis (Benoist) E. Hossain
- Elytraria marginata Vahl
- Elytraria maritima J. K. Morton
- Elytraria mexicana P.A. Fryxell & S.D. Koch
- Elytraria minor O.B. Dokosi
- Elytraria nodosa E. Hossain
- Elytraria planifolia Leonard
- Elytraria prolifera Leonard
- Elytraria shaferi (P. Wilson) Leonard
- Elytraria spathulifolia A. Borhidi & O. Muniz
- Elytraria tuberosa Leonard

Selon GRIN (7 janvier 2018) :
- Elytraria crenata Vahl
- Elytraria cubana Alain
- Elytraria imbricata (Vahl) Pers.

Selon ITIS (7 janvier 2018) :
- Elytraria bromoides Oerst.
- Elytraria caroliniensis (J.F. Gmel.) Pers.
- Elytraria imbricata (Vahl) Pers.

Selon NCBI (7 janvier 2018) :
- Elytraria acaulis
- Elytraria bromoides
- Elytraria caroliniensis
- Elytraria crenata
- Elytraria imbricata
- Elytraria ivorensis
- Elytraria macrophylla
- Elytraria marginata
- Elytraria mexicana
- Elytraria minor
- Elytraria nodosa
- Elytraria planifolia
- Elytraria prolifera

Selon The Plant List (7 janvier 2018) :
- Elytraria acaulis (L.f.) Lindau
- Elytraria bissei H.Dietr.
- Elytraria bromoides Oerst.
- Elytraria carolinensis (J.F.Gmel.) Pers.
- Elytraria cubana Alain
- Elytraria filicaulis Borhidi & O.Muñiz
- Elytraria imbricata (Vahl) Pers.
- Elytraria ivorensis Dokosi
- Elytraria klugii Leonard
- Elytraria macrophylla Leonard
- Elytraria madagascariensis (Benoist) E.Hossain
- Elytraria marginata Vahl
- Elytraria maritima J.K.Morton
- Elytraria mexicana Fryxell & S.D.Koch
- Elytraria minor Dokosi
- Elytraria nodosa E.Hossain
- Elytraria planifolia Leonard
- Elytraria prolifera Leonard
- Elytraria shaferi (P.Wilson) Leonard
- Elytraria spathulifolia Borhidi & O.Muñiz
- Elytraria tuberosa Leonard

Selon Tropicos (7 janvier 2018) (Attention liste brute contenant possiblement des synonymes) :
- Elytraria acaulis (L. f.) Lindau
- Elytraria acuminata (Small) Cory
- Elytraria amara Blanco
- Elytraria angustifolia (Fernald) Leonard
- Elytraria apargiifolia Nees
- Elytraria bissei H. Dietr.
- Elytraria bromoides Oerst.
- Elytraria caroliniensis (J.F. Gmel.) Pers.
- Elytraria caulescens Ledeb.
- Elytraria crenata Vahl
- Elytraria cubana Alain
- Elytraria fasciculata Kunth
- Elytraria filicaulis Borhidi & O. Muñiz
- Elytraria frondosa Kunth
- Elytraria imbricata (Vahl) Pers.
- Elytraria indica Pers.
- Elytraria ivorensis Dokosi
- Elytraria klugii Leonard
- Elytraria lyrata Vahl
- Elytraria macrophylla Leonard
- Elytraria madagascariensis (Benoist) E. Hossain
- Elytraria marginata Vahl
- Elytraria maritima J.K. Morton
- Elytraria mexicana Fryxell & S.D. Koch
- Elytraria microstachya Oerst.
- Elytraria minor Dokosi
- Elytraria nodosa E. Hossain
- Elytraria pachystachya Oerst.
- Elytraria planifolia Leonard
- Elytraria prolifera Leonard
- Elytraria ramosa Kunth
- Elytraria scorpioides Roem. & Schult.
- Elytraria shaferi (P. Wilson ex Britton) Leonard
- Elytraria spathulifolia Borhidi & O. Muñiz
- Elytraria squamosa (Jacq.) Lindau
- Elytraria tuberosa Leonard